# Гутманн, Адольф
Адольф Вильгельм Гутманн (12 января 1819, Гейдельберг — 27 октября 1882, Специя, Италия) — немецкий музыкант, пианист и композитор. Друг Фридерика Шопена и Ференца Листа.

## Биография
В 1834 году в возрасте 15 лет отправился в Париж, где учился музыке у Фридерика Шопена. Был одним из любимых учеников Шопена, который посвятил ему скерцо № 3 до-диез минор op.39 (1839), состоял в переписке. А. Гутманн выступал совместно с Шопеном, Листом, Шарлем Альканом и Пьером Жозефом Циммерманом.
А. Гутманн был переписчиком ряда произведений Шопена и курьером, доставлявшим письма Шопена его семье в Варшаву. Ряд собственных этюдов Гутманна (соч. 12) посвящён Шопену. Присутствовал при смерти Шопена и сохранил стакан, из которого тот сделал свой последний глоток воды. Ему и Ш. Алькану были завещаны записи, которые Шопен составил для подготовки к методу обучения игре на фортепиано.

## Творчество
Автор нескольких ноктюрнов и двенадцати этюдов, которые являются предвестниками импрессионизма. Все его произведения были в своё время весьма популярны.
- Ноктюрн Лирик
- Ноктюрн No.7, Op.20
- Два ноктюрна, Op.8
- Два ноктюрна, Op.16
- Notturno grazioso, Op.51